# Kyle Rademeyer
Kyle Rademeyer (29 de enero de 2002) es un deportista de Sudáfrica que compite en atletismo. Ganó una medalla de bronce en el Campeonato Mundial de Atletismo Sub-20 de 2021, en la prueba de salto con pértiga.